# Calathea lateralis
Calathea lateralis là một loài thực vật có hoa trong họ Marantaceae. Loài này được (Ruiz & Pav.) Lindl. mô tả khoa học đầu tiên năm 1829.